# Blue Bossa
Blue Bossa est un standard de jazz composé par le trompettiste Kenny Dorham.
Il est publié pour la première fois sur l'album Page One de Joe Henderson en 1963.

## À propos du morceau
En juillet 1961, le département d'État des États-Unis organise un « American Jazz Festival » d'une semaine à Rio de Janeiro. De nombreux musiciens américains, dont Kenny Dorham, y découvrent la bossa nova. L'album Hot Stuff From Brazil permet d'entendre ce que le trompettiste a joué au Brésil.
Écrit en 1961, Blue Bossa combine hard bop et bossa nova. En particulier, il emprunte à la bossa la syncope sur le « et » du 4e temps, que l'on trouve presque à chaque mesure. Le principal motif mélodique de quatre mesures, répété quatre fois, ressemble à un riff de blues,.
Il s'agit du premier morceau du premier album du saxophoniste Joe Henderson Page One.
Il a inspiré le morceau Parisienne Walkways de Gary Moore.

## Analyse

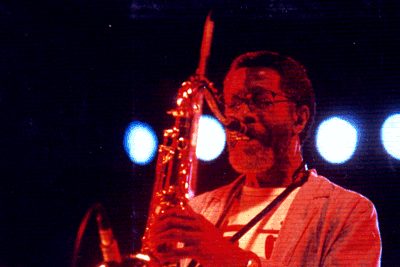
Joe Henderson, premier à enregistrer le morceau.

Blue Bossa est un morceau de 16 mesures, construit sur quatre phrases de quatre mesures chacune. Il est écrit principalement en do mineur, avec une brève modulation en ré bémol.

### La mélodie
La mélodie est principalement construite sur des descentes de gamme en do mineur et en ré bémol. Les notes soulignent l'harmonie, mettant notamment en avant les neuvièmes des accords mineurs et la neuvième augmentée sur les accords de dominante (un si bémol sur un accord de G7), accentuant la couleur blues du morceau.
Le morceau comporte un interlude, construit sur un motif mélodique de quelques notes répété plusieurs fois sur la structure du morceau. Dans la version originale, il est joué à l'unisson par le saxophone et la trompette à 5 min 43 s.

### L'harmonie du morceau
La grille harmonique du morceau est construite ainsi,, :
```
| Cm    | Cm    | Fm    | (Bb7)         |
| Dm7b5 | G7    | Cm    | Cm            |
| Ebm   | Ab7   | Db    | Db            |
| Dm7b5 | G7    | Cm    | Cm (Dm7b5/g7) |
```

La première phrase de quatre mesures débute par l'accord de tonique do mineur sur deux mesures, suivie par un II-V en mi bémol, la tonalité relative de do mineur. Même si l'accord de Bb7 est présent sur l'enregistrement original, certaines interprétations l'omettent et restent sur fa mineur,.
La deuxième phrase est un II-V-I en do mineur, suivie par un II-V-I en ré bémol majeur, soit une modulation d'un demi-ton au-dessus de la tonique. Le morceau se termine par un II-V-I en do mineur.

## Versions notables
Le morceau apparait pour la première fois sur Page One, le premier album  de Joe Henderson paru en 1963. C'est le seul enregistrement sur lequel le compositeur Kenny Dorham joue son morceau. Le saxophoniste l'enregistre plusieurs fois, notamment sur Joe Henderson in Japan (en) en 1971 et The Standard Joe (en) en 1991.
De nombreux autres musiciens ont enregistré ce morceau, notamment :
- 1963 : Joe Henderson sur Page One
- 1971 : Kazumi Watanabe sur Infinite
- 1977 : Tommy Flanagan trio sur Montreux '77
- 1978 : Art Pepper sur Among Friends
- 1981 : Tete Montoliu trio sur Catalonian Nights Vol. 1
- 1983 : Art Farmer sur Maiden Voyage
- 1984 : Joe Pass et Jay Jay Johnson sur We'll Be Together Again
- 1991 : McCoy Tyner sur Blue Bossa
- 1992 : Bobby McFerrin et Chick Corea sur Play
- 1993 : le Rosenberg trio sur Live at the North Sea Jazz Festival
- 2000 : Anthony Braxton sur Knitting Factory (Piano/Quartet) 1994, Vol. 2
- 2007 : Steve Kuhn sur Steve Kuhn Trio Plays Standards
- 2010 : Rhoda Scott sur Beyond the Sea